# 宝立町鵜島
宝立町鵜島（ほうりゅうまちうしま）は、石川県珠洲市宝立地区の地名。

## 地理
町域は鵜飼川より南、国道249号「見附島西口」交差点および奥能登絶景街道「見附島口」交差点周辺と、船橋川河口付近、鵜島郵便局周辺に分かれている。宝立町鵜飼、宝立町宗玄、宝立町南黒丸に接する。
- 河川：鵜飼川、船橋川

## 歴史

### 町名の由来
検地が行われていた時代、当地を所有していた地主（当地では「オヤッサマ」と呼ばれる）の姓「鵜島」から（なお「黒丸」や「宗玄」も同様）。

### 沿革
- 1889年（明治22年）4月1日 - 町村制の施行により、珠洲郡南黒丸村、鵜島村、宗玄村の区域をもって、鵜島村が発足する。
- 1908年（明治41年）8月15日 - 鵜島村、黒峰村、見付村が合併して、宝立村が発足する。
- 1940年（昭和15年）8月15日 - 町制施行して、宝立町となる。
- 1954年（昭和29年）7月15日 - 宝立町、飯田町、正院町、上戸村、若山村、直村、正院町、蛸島村及び三崎村が合併して、珠洲市が発足する。
  - 旧・宝立町字鵜島の区域をもって宝立町鵜島が成立[7]。
- 2024年（令和6年）1月1日：能登半島地震で多くの家屋が倒壊し[8]、さらに津波により深刻な被害を受けた[9]。

## 交通

### 鉄道路線
のと鉄道能登線・鵜島駅（宝立町鵜島）があったが、2005年（平成17年）の能登線廃止に伴い廃駅となった。

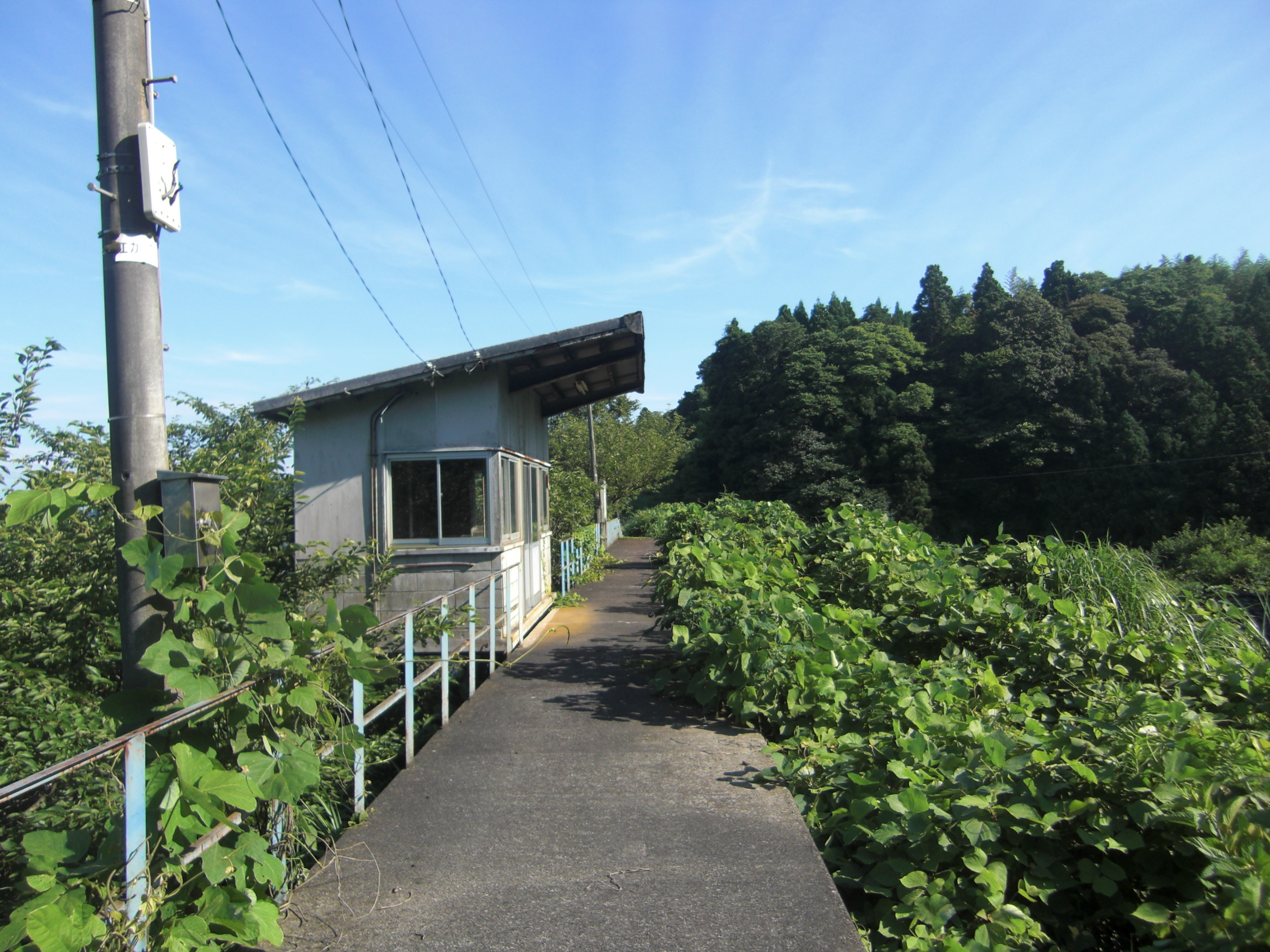
鵜島駅ホーム跡（2010年）
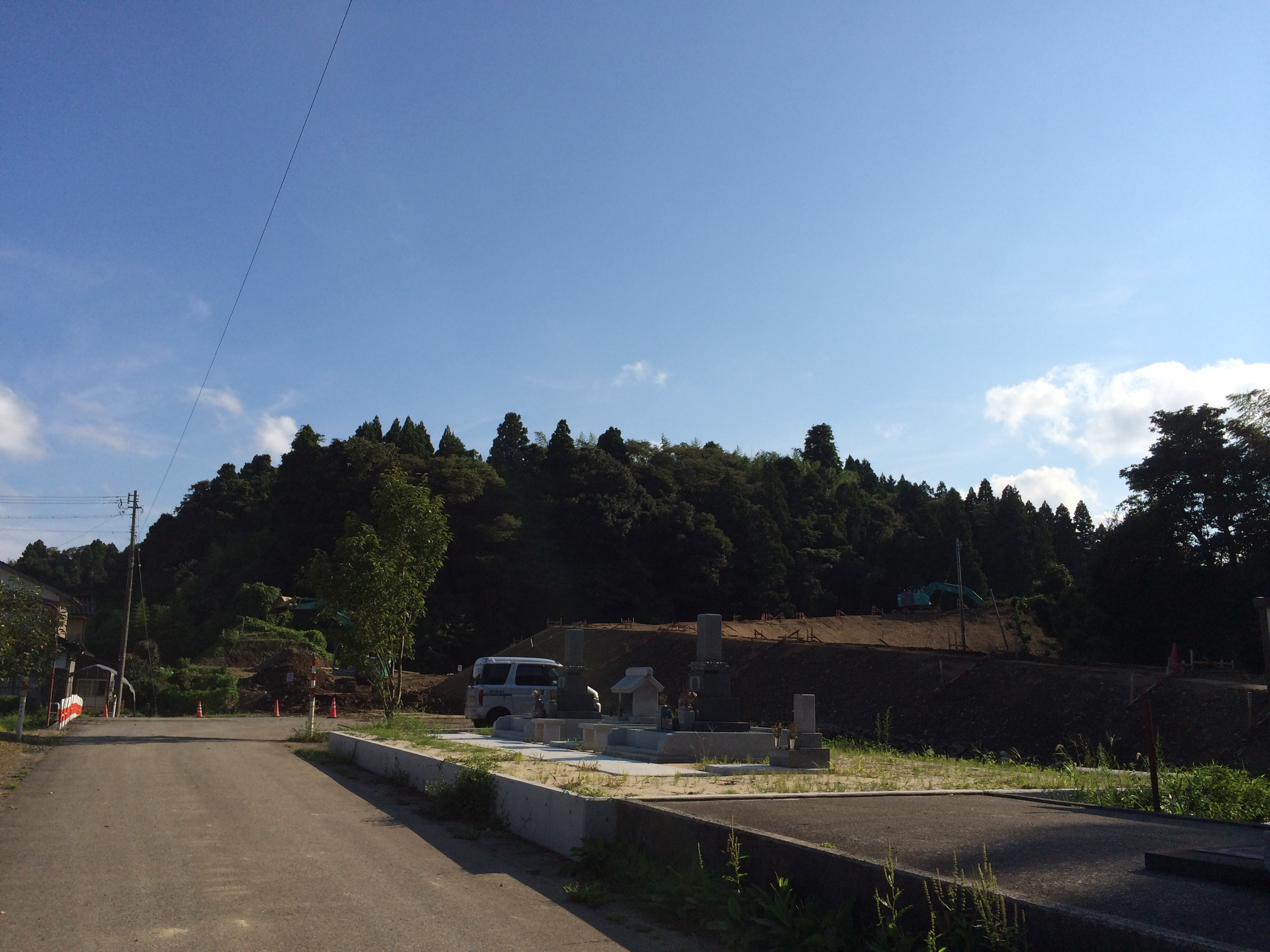
鵜島駅撤去後（2014年）

### 道路
- 国道249号
  - 松波鵜島バイパス
- 内浦街道
- 奥能登絶景街道

### バス
「見附島口」交差点付近に「宝立小学校前」バス停留所（宝立町鵜島ハ）があり、後に「見附島口」に改称された上で、北鉄奥能登バス・宇出津珠洲-A（珠洲鉢ヶ崎 - 鵜飼駅前 - 小木町 - 能登町役場前 - 能登高校南）、宇出津珠洲-B（珠洲鉢ヶ崎 - 鵜飼駅前 - 十八束 - 能登町役場前 - 能登高校南）系統が運行されている。

## 施設
- 保健所
  - 石川県能登北部保健福祉センター珠洲地域センター（宝立町鵜島ハ-124）[13]
- 郵便局
  - 鵜島郵便局（宝立町鵜島21-34） - 内浦街道沿いにある郵便局。駐車場3台[14]。
- エネルギー資源
  - 珠洲太陽光発電所（宝立町鵜島）[15] - 2012年10月に運転を開始した北陸電力の太陽光発電所。出力1000キロワット[16]。周辺は「すずサンサンパーク」として整備され[15]、珠洲市自然エネルギーPR館（宝立町鵜島5字79番4）がある[17]。
  - 出光興産 apollostation 珠洲SS（宝立町鵜島ロ-17） - 越後石油のガソリンスタンド[18]。

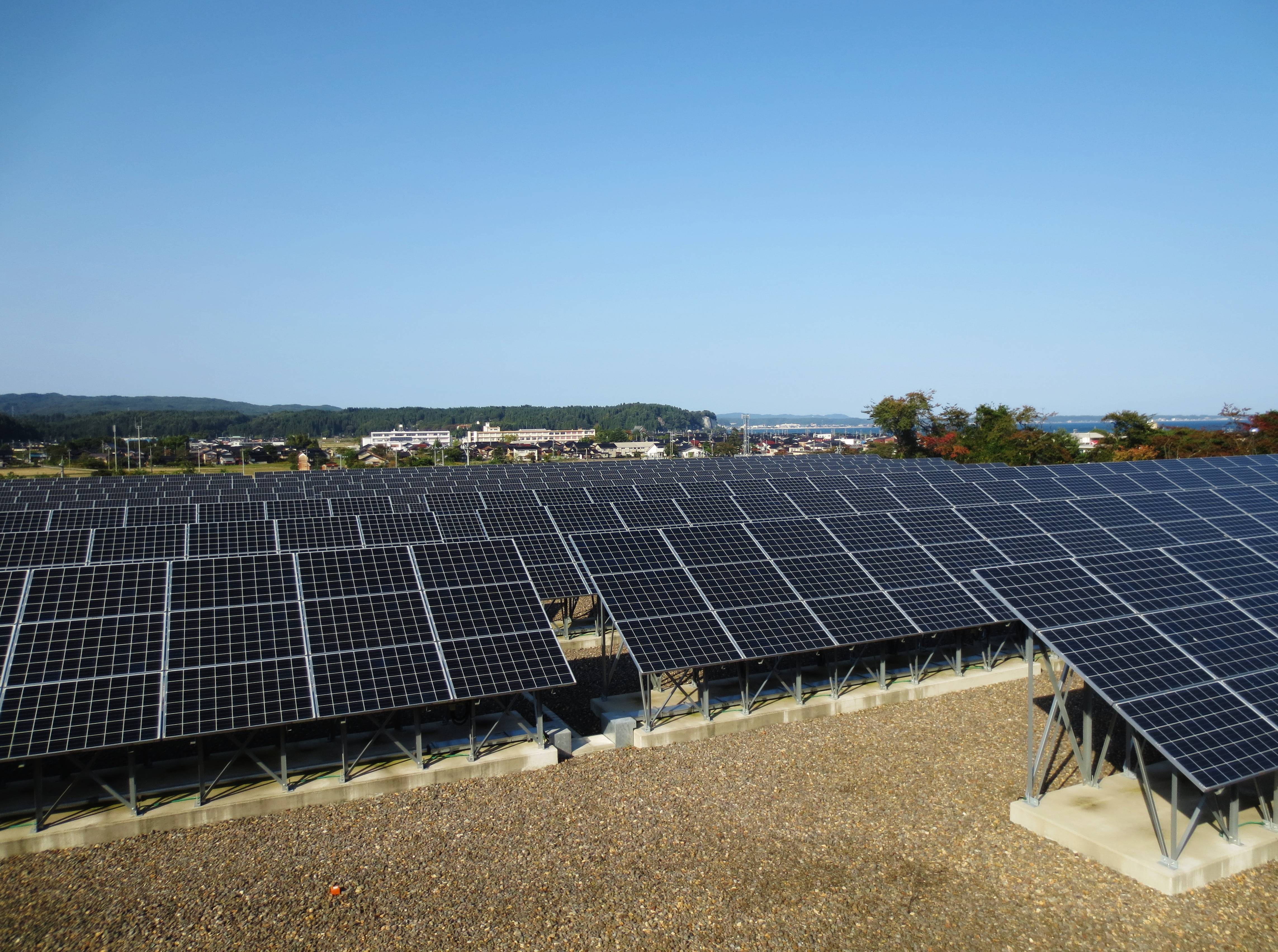
珠洲太陽光発電所
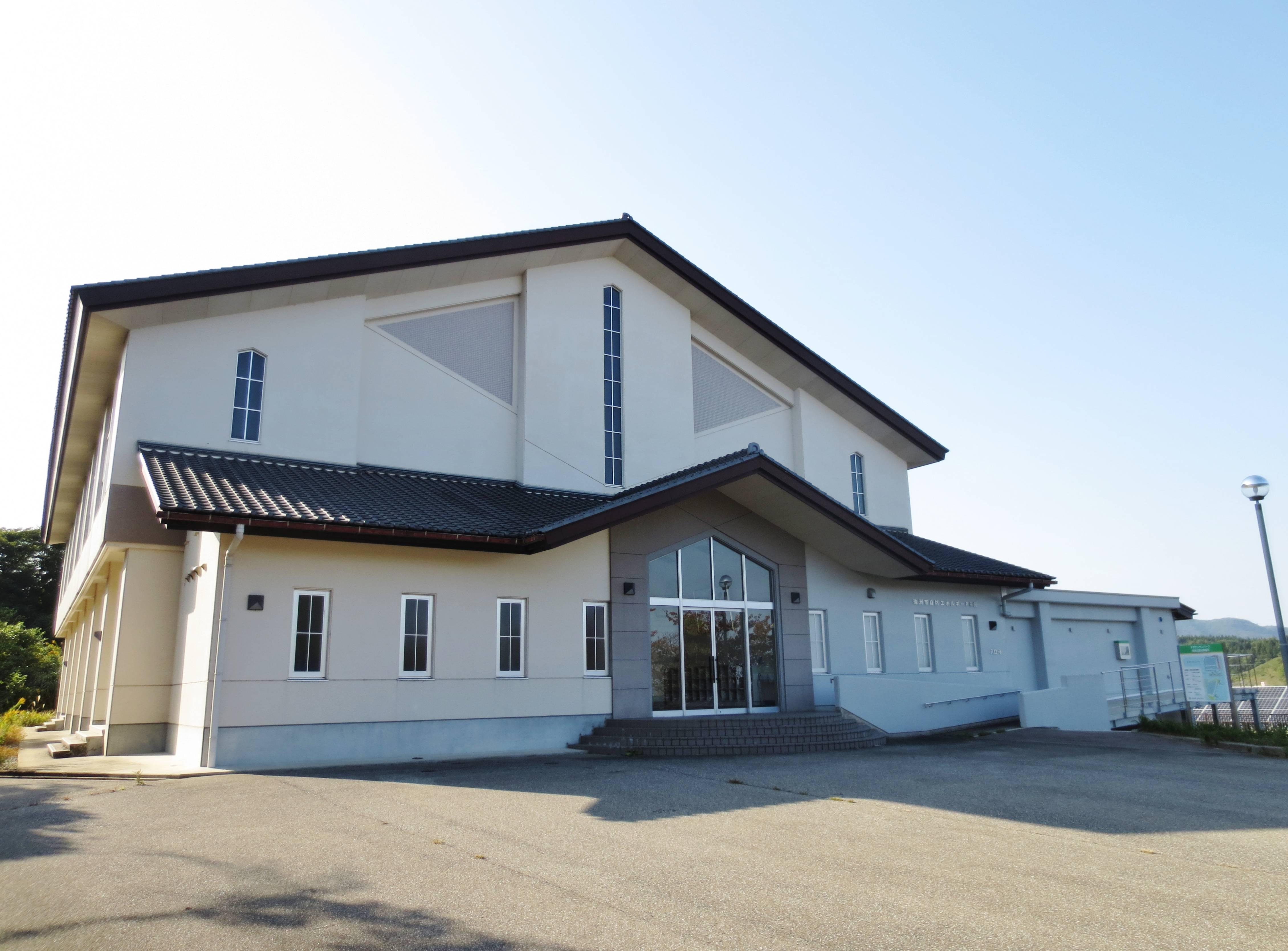
珠洲市自然エネルギーPR館

## 教育
珠洲市立宝立小中学校の通学区域。
かつては町内に珠洲市立宝立小学校（宝立町鵜島4字30番地）があったが2012年（平成24年）に廃校となった。跡地は珠洲太陽光発電所となっている（珠洲市立宝立小中学校#珠洲市立宝立小学校を参照）。

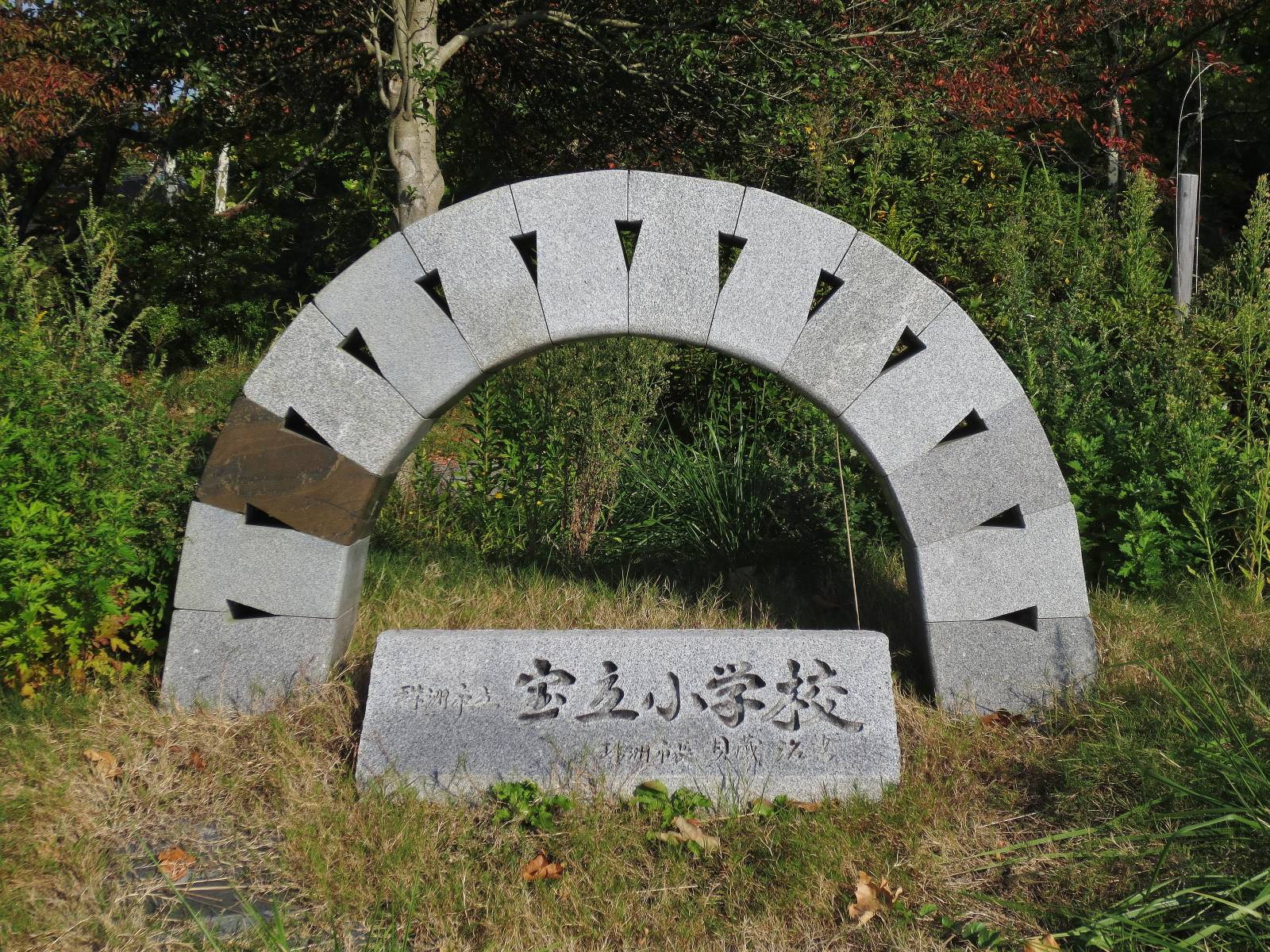
宝立小学校跡（2014年）

## 防災
最大5メートルの津波が3 - 24分で到達すると想定されており、避難場所として宝立小学校体育館（標高18.0メートル）、たら山台地（標高28.2メートル）、国道249号（松波鵜島バイパスA - D、標高30メートル前後）が指定されている。

## 名所・旧跡・観光スポット
- 劔神社（宝立町鵜島21の65番地） - 1876年（明治9年）、廃寺となっていた「安養寺様」に神鏡をもって神社建立。祭神は素戔嗚命、伊加志穂比古命。宮司は鳳珠郡能登町の松波神社宮司が兼務する。例祭は9月14日 - 15日で、曳山を出して賑わう（鵜島の曳山祭り）[21]。当社所蔵の「珠洲焼仏像」2躯は珠洲市指定文化財[22]。
- 稲荷神社（宝立町鵜島19部9番地） - 1875年（明治8年）の火災を契機として仏体に代わり神鏡を祭祀。祭神は大宮売神、倉稲魂神、猿田彦神。宮司は松波神社宮司が兼務する。例祭は9月14日 - 15日（古くは8月14日であった）で、当社も曳山を出す（鵜島の曳山祭り）[23]。
- 南黒丸B遺跡（宝立町鵜島） - 弥生時代・古墳時代集落の複合遺跡。道路建設に伴い、1997年（平成9年）に石川県立埋蔵文化財センターが発掘調査を実施。竪穴建物や溝、土師器、須恵器が出土している[24]。
- 見附公園（宝立町鵜島地内） - 珠洲市の公園（都市公園以外のその他公園）[25]。見附島にほど近い場所にあり、春は見附桜まつりで賑わう[26]。

## 祭事・催事
- 鵜島の曳山祭り
- 珠洲デカ曳山まつり
- 見附桜まつり